# Provincia Pisa
Provincia Pisa  (în italiană Provincia di Pisa) este o provincie în regiunea Toscana în Italia. Capitala este Pisa.

## Localități principale
(30 iunie 2005)
| Localitate              | Locuitori |
| ----------------------- | --------- |
| Pisa                    | 88.258    |
| Cascina                 | 40.258    |
| San Giuliano Terme      | 30.654    |
| San Miniato             | 27.156    |
| Pontedera               | 26.963    |
| Ponsacco                | 13.429    |
| Santa Croce sull'Arno   | 12.827    |
| Vecchiano               | 12.017    |
| Castelfranco di Sotto   | 11.880    |
| Santa Maria a Monte     | 11.430    |
| Volterra                | 11.256    |
| Montopoli in Val d'Arno | 10.362    |
| Calcinaia               | 9.545     |
| Lari                    | 8.335     |
| Vicopisano              | 8.047     |